# Raphael Giveon
Raphael Giveon, né Richard Grüneberg (8 février 1916 à Elberfeld (aujourd'hui Wuppertal) ; mort le 7 août 1985 en Israël), est un égyptologue israélo-allemand.

## Biographie
Giveon est issu d'une famille juive qui vivait à Elberfeld. Ses parents sont le représentant en textile Ludwig Grüneberg et sa femme Sophie, née Mendel (1876-1943). Tous deux ont été arrêtés en 1942 et déportés à Theresienstadt, où ils sont décédés l'année suivante. Ils ont également un fils aîné, Rudolf, qui vécut plus tard à Édimbourg, et une fille, Ilse épouse Lodner, qui partit pour Israël.
Grâce à son oncle Leo Grüneberg, Giveon est entré très tôt en contact avec le mouvement sioniste. Après avoir obtenu son diplôme de fin d'études secondaires et travaillé comme menuisier, il a suivi un cours de préparation (Hachshara) pour les émigrants de Palestine à Berlin. À l'âge de 18 ans, il rejoint le Hashomer Hatzair, où il joue un rôle actif. Il étudie en Angleterre, puis à l'université de Paris. En 1938, il a vécu la Nuit de Cristal à Elberfeld. Il séjourne ensuite à Vienne, où se concentrait le Hashomer Hatzair après la montée en puissance du national-socialisme. C'est là qu'il fait la connaissance de sa future épouse. Peu avant le début de la guerre, Giveon aide à faire passer un groupe de jeunes juifs en Israël. Il se rend ensuite en Angleterre pour le compte du mouvement, où il a été temporairement interné dans un camp de prisonniers en tant que citoyen allemand, mais a été libéré après que ses convictions aient été connues et a pris une position majeure dans le mouvement sioniste.
En 1945, il émigre avec sa femme en Palestine, où ils fondent une famille et ont deux filles. Il travaille comme ouvrier agricole dans le kibboutz Mischmar haEmek. Parallèlement, il participe à des fouilles archéologiques et a ensuite étudie l'archéologie. Dans les années 1950, il publie des articles sur l'archéologie du Proche-Orient. Après avoir obtenu son doctorat au début des années 1960 et son habilitation, il occupe la chaire d'égyptologie à l'université de Tel Aviv. Giveon a publié des livres sur son domaine de spécialité, qui ont été traduits en plusieurs langues. Il décède en 1985 en Israël. Une rue de Wuppertal porte son nom depuis 2002.

## Publications
- Les Bédouins Shosou des documents égyptiens, Brill, Leiden, 1971.
- The stones of Sinai speak, Gakuseisha, Tokyo, 1978.
- The impact of Egypt on Canaan: iconographical and related studies, Universitätsverlag, Freiburg (CH), Vandenhoeck & Ruprecht, Göttingen, 1978,  (ISBN 3-72780-181-6).
- Egyptian scarabs from Western Asia from the collections of the British Museum, Universitätsverlag, Freiburg (CH), Vandenhoeck & Ruprecht, Göttingen, 1985,  (ISBN 3-72780-332-0).
- Egyptian scarabs and seals from Acco from the collection of the Israel Department of Antiquities and Museums, Universitätsverlag, Freiburg (CH), 1986,  (ISBN 3-72780-371-1).
- Scarabs from recent excavations in Israel, Universitätsverlag, Freiburg (CH), Vandenhoeck & Ruprecht, Göttingen, 1988,  (ISBN 3-72780-581-1).